# Axel Steel
Axel Steel (3 de noviembre de 1969, Peoria, Illinois, Estados Unidos) es un personaje ficticio de la serie de juegos musicales Guitar Hero. Su primera aparición fue como uno de los personajes iniciales de la primera entrega de esta saga, convirtiéndose en uno de los personajes principales y de más popularidad en el juego.

## Descripción
Axel Steel se caracteriza por ser uno de los personajes más representativos de Guitar Hero (al lado de Johnny Napalm, Izzy Sparks, Judy Nails, Pandora, Xavier Stone, entre otros)
realizando su aparición en todos los juegos de esta serie. Este personaje viste como toda una estrella de rock (algunos de sus trajes son tributos a algunas leyendas de este género), tiene pelo semi-largo y posee una gran cantidad de masa corporal. Sus movimientos hacen que él se apodere del escenario y del público.
En los anteriores juegos de Guitar Hero este luce como un joven roquero, pero después de Guitar Hero III: Legends of Rock se ve más maduro y con más edad. Todo esto cambia con el lanzamiento de Guitar Hero World Tour ya que parece como si este personaje regresara en el tiempo luciendo más joven y con un estilo renovado.
Aparece como protagonista en las boxart de los juegos Guitar Hero II (versión del PS2) junto a Judy Nails, y Guitar Hero on Tour en solitario.
Los diseñadores del juego declaran que al igual que muchos personajes de la saga, está inspirado en un músico de la vida real. En este caso, Axel está inspirado en el Guitarrista Dimebag Darrell, tomándose como referencia el estilo de cabello, su masa corporal y lo más importante, los movimientos que este ejecuta en vivo; aunque, por el movimiento de piernas que realiza, se parece un poco a Angus Young. También se asemeja a Jack Black y a Peter Steele de Type O Negative.